# Carmen-Renate Köper
Carmen-Renate Köper (* 24. März 1927 in Dortmund; † 1. Oktober 2024 in Kirchberg in Tirol) war eine deutsche Schauspielerin, Drehbuchautorin und Filmemacherin.

## Leben
Carmen-Renate Köper besuchte nach 1945 die Frauenfachschule in Gelsenkirchen und arbeitete als Hausangestellte in Recklinghausen. Gleichzeitig besuchte sie die Schauspielschule Bochum. 1948 wurde sie am Tourneetheater „Die Werkstatt“ engagiert, wo sie Berta in August Strindbergs Der Vater darstellte.
1949 spielte sie in Itzehoe, dann in Oberhausen, Kaiserslautern, Dortmund, Wiesbaden, am Schauspielhaus Bochum, Schauspielhaus Düsseldorf und an den Städtischen Bühnen Frankfurt.
In den 60er Jahren kam sie zum Schauspiel Köln. Wichtige Rollen hier waren die Titelfigur von Hartmut Langes Die Gräfin von Rathenow (1969), Lenore in Die Verschwörung des Fiesco zu Genua (1970), Margarethe von Parma in Egmont (1974), Marthe in Urfaust (1975), Titania in Ein Sommernachtstraum (1976), Deianeira in Sophokles’ Die Frauen von Trachis, Minna Klages in Ginka Steinwachs Tränende Herzen (Uraufführung 1978) und Xenia in Edward Bonds Sommer (1983).
In den 80er Jahren wechselte sie an das Theater Bonn, wo sie 1982 in der Uraufführung von Elfriede Jelineks Clara S. mitwirkte. Weitere Rollen hier waren Mutter in der deutschen Erstaufführung von Bonds Der große Frieden (1988) und Mutter in Thomas Bernhards Am Ziel (1989). 1986 war sie bei einem Gastspiel an der Staatsoper München die Chorführerin in der Oper Troades von Aribert Reimann.
1991 kehrte sie wieder an das Schauspiel Frankfurt zurück. 1995 verkörperte sie Claire Zachanassian in Der Besuch der alten Dame, 1998 übernahm sie die Titelrolle von Gorkis Wassa Schelesnowa. Zuletzt las sie im Frankfurter Palmengarten einmal im Monat „Literatur im Glashaus“.
1997 übernahm sie die Rolle der Vermieterin in dem Hörspiel Kreisverkehr von Heinz-Werner Geisenberger beim Hessischen Rundfunk.
Im Fernsehen war Carmen-Renate Köper als Darstellerin selten zu sehen, doch ab 1986 schrieb sie als Drehbuchautorin für die Fernsehserie Leben im Alter. In der Reihe Erinnern für die Zukunft des WDR inszenierte und produzierte sie einige Beiträge. Seit 1991 realisierte sie Filmporträts für den HR, darunter Der lange Weg nach Frankfurt, Fragt uns aus über Arno Lustiger, Warum starb Sonja Okun, Warum hab’ ich überlebt über Trude Simonsohn und Mir ward die Liebe nicht – Bertha Pappenheim, Portrait einer ungewöhnlichen Frau.

## Persönliches
Carmen-Renate Köper war ab 1967 mit dem österreichischen Schauspieler, Regisseur und Intendanten Peter Eschberg (1936–2024) verheiratet. Sie waren Eltern eines Sohnes. Köper starb im Oktober 2024 wenige Wochen nach dem Tod ihres Mannes im Alter von 97 Jahren.

## Auszeichnungen
- 1998: Berufstitel Professorin, verliehen durch den Bundeskanzler der Republik Österreich
- 1999: Ehrenplakette der Stadt Frankfurt am Main
- 1999: Wilhelm-Leuschner-Medaille des Landes Hessen
- 2002: Bundesverdienstkreuz 1. Klasse
- 2007: Goetheplakette der Stadt Frankfurt am Main

## Filmografie
- 1958: Was Ihr wollt
- 1964: Das Lamm
- 1966: Der Mann aus Melbourne
- 1966: Betty Blue
- 1969: Tartuffe oder Der Betrüger
- 1971: Die Messe der erfüllten Wünsche
- 1975: Frag nach bei Casanova
- 1975: Die Stadt im Tal
- 1977: Tatort – Spätlese
- 1983: Abenteuer Bundesrepublik
- 1993: Der lange Weg nach Frankfurt (Produktion, Regie)

## Hörspiele
- 1989: Margaret Millar: Kannibalenherz – Regie: Bernd Lau (Hörspiel – NDR)

## Werke
- Ein unheiliges Experiment – Das neue Theater in der Scala (1948–1956). Löcker Verlag, Wien 1995, ISBN 3-85409-252-0.